# スコット・アームストロング
スコット・アームストロング（Scott Armstrong、本名：Joseph Scott James、1959年5月4日 - ）は、アメリカ合衆国の元プロレスラー、レフェリー。ジョージア州マリエッタ出身。
父親のボブ・アームストロング、弟のブラッド、スティーブ、ブライアンもプロレスラーだった。

## 来歴
1983年にアラバマのサウスイースタン・チャンピオンシップ・レスリングにてプロレスラーとしてデビュー。同年10月には弟のブラッド・アームストロングとのコンビでデニス・コンドリー&ランディ・ローズのミッドナイト・エクスプレスからNWAサウスイースタン・タッグ王座を奪取。以降もアラバマを主戦場に、1984年から1987年にかけて、トミー・ギルバート（エディ・ギルバートの父親）やトム・プリチャードを破り、USジュニアヘビー級王座を再三獲得した。
その後、NWAミッドアトランティック地区や初期WCWを経て、1992年1月には全日本プロレスに初来日。帰国後はジム・コルネット主宰のスモーキー・マウンテン・レスリングに定着し、1995年までスティーブ・アームストロングとの兄弟タッグチームで活動した。
1990年代後半よりWCWにてレフェリーに転向。2002年からはTNAや各地のインディー団体で活動し、2006年7月よりWWEに所属、2010年2月までECWのレフェリーを担当した。
2011年にWWEと再契約し、2月20日のPPV『エリミネーション・チェンバー』のメインイベントにてレフェリーを務めた。同年4月2日には、地元ジョージア州アトランタのフィリップス・アリーナで行われたWWE殿堂の記念式典に出席、ブラッドやブライアンと共に、父ボブ・アームストロングの殿堂入りのインダクターを務めた。

## 獲得タイトル
サウスイースタン・チャンピオンシップ・レスリング
- NWA USジュニアヘビー級王座（サウスイースト版）：5回[1]
- NWAサウスイースタン・タッグ王座：1回（w / ブラッド・アームストロング）[2]

NWAレッスル・バーミングハム
- NWAレッスル・バーミングハム・タッグ王座：1回（w / ボブ・アームストロング）